# هانس یورگن کورات
هانس یورگن کورات (انگلیسی: Hans-Jürgen Kurrat؛ زادهٔ ۷ ژوئیهٔ ۱۹۴۴) بازیکن فوتبال اهل آلمان است.
از باشگاه‌هایی که در آن بازی کرده‌است می‌توان به باشگاه فوتبال آرمینیا بیله‌فلد، باشگاه فوتبال روت‌وایس اسن، و باشگاه فوتبال بروسیا دورتموند اشاره کرد.